# Qurnat al-Sawda'
Qurnat as Sawda', detta anche l'angolo nero, è la montagna più alta del Libano con i suoi 3.088 m. Fa parte della catena montuosa del Monte Libano e si trova nel nord del paese tra le provincie di Bsharri. La sua cima è coperta dalla neve per circa 6 mesi l'anno. Si trova a circa 30 km a sud-est della città di Tripoli.